# Bruc: Roman neznanega slovenskega študenta
Bruc: roman neznanega slovenskega študenta je razvojni, družbeni in avtobiografski roman Ljube Prenner, ki je prvič izšel leta 2006, ob stoletnici avtorjevega rojstva, pri založbi Cerdonis iz pisateljevega domačega Slovenj Gradca.
Ostal je v tipkopisu kot del njegove literarne zapuščine. Uredil in jezikovno dodelal ga je Andrej Makuc, profesor slovenskega jezika na slovenjgraški gimnaziji, za spremno besedo pa je poskrbela še Brigita Rajšter, kustosinja v Koroškem pokrajinskem muzeju, ki hrani skoraj celotno zapuščino Ljube Prenner. V knjigi je 16 fotografij. Za izdajo si je neuspešno prizadevala že Jerica Mrzel leta 1987.
Zdi se povsem običajna zgodba, dokler ne izvemo, da se za Lojzetom v resnici skriva sam avtor, ki se ni poistovetil s svojim, ob rojstvu določenim družbenim spolom. Ker je živel v času, ko se o teh temah še ni veliko govorilo, je pravega sebe lahko izražal predvsem skozi literaturo.
Med samim Lojzetom in avtorjem lahko najdemo številne povezave. Ujemata se tako njuni začetnici imena in priimka ter težave s šolanjem (Prenner je bil večkrat tarča posmeha in tudi profesorji so bili do njega nepravični, zato je moral kakšno stvar opraviti večkrat). Oba tudi nimata sreče v ljubezni. Kraj dogajanja samega romana je sprva Sračje, kar je v resnici prispodoba za Slovenj Gradec, trško in kmečko okolje, ki Lojzetu ne diši kaj dosti. Oba z avtorjem sta hrepenela po doseganju visoke izobrazbe in po sami Ljubljani, ki naj bi bila kulturno raznolik in odprt prostor. Prenner je bil uspešen pravnik, Lojzeta pa spremljamo pri vpisu na pravno fakulteto v Ljubljani.

### Zgodba
V delu spremljamo zgodbo Lojzeta Pečolarja vse od njegovih dijaških dni pa do konca prvega letnika študija. Lojze pripoveduje o sebi, svoji družini, prijateljih, dogodivščinah v šoli itd. Lojzetov sošolec Rudo Čerče, avtoričin prikaz lastne stigme, je prav tako trans oseba, moški, ujet v ženskem telesu. Okolica, še posebej profesor Modrijan, ga zaničuje in se mu izogiba. Dekleta se nočejo družiti z njim, ker da ni pravo dekle, fantje pa ne zato, ker ni prav fant. Velikokrat je osamljen, svojo družbo pa najde v branju romanov.